# Canoa/kayak ai Giochi della XVII Olimpiade
Le competizioni della canoa/kayak dei Giochi della XVII Olimpiade si sono svolte nei giorni dal 26 al 29 agosto 1960 nel bacino del Lago Albano a Castel Gandolfo.
A differenza di Melbourne 1956 sono stati cancellati gli eventi maschili sui 10000 metri (C1,C2,K1 e K2), è stato introdotto l'evento del K2 500 metri femminili, e solo per questa edizione la staffetta 4x500 metri maschili, per un totale di sette competizioni.

## Programma
| Canoa/kayak ai Giochi della XVII Olimpiade | Canoa/kayak ai Giochi della XVII Olimpiade | Canoa/kayak ai Giochi della XVII Olimpiade | Canoa/kayak ai Giochi della XVII Olimpiade | Canoa/kayak ai Giochi della XVII Olimpiade | Canoa/kayak ai Giochi della XVII Olimpiade | Canoa/kayak ai Giochi della XVII Olimpiade | Canoa/kayak ai Giochi della XVII Olimpiade | Canoa/kayak ai Giochi della XVII Olimpiade | Canoa/kayak ai Giochi della XVII Olimpiade | Canoa/kayak ai Giochi della XVII Olimpiade | Canoa/kayak ai Giochi della XVII Olimpiade | Canoa/kayak ai Giochi della XVII Olimpiade | Canoa/kayak ai Giochi della XVII Olimpiade | Canoa/kayak ai Giochi della XVII Olimpiade | Canoa/kayak ai Giochi della XVII Olimpiade | Canoa/kayak ai Giochi della XVII Olimpiade | Canoa/kayak ai Giochi della XVII Olimpiade | Canoa/kayak ai Giochi della XVII Olimpiade |
| Agosto/Settembre 1960                      | Agosto/Settembre 1960                      | Agosto/Settembre 1960                      | Agosto/Settembre 1960                      | Agosto/Settembre 1960                      | Agosto/Settembre 1960                      | Agosto/Settembre 1960                      | Agosto/Settembre 1960                      | Agosto/Settembre 1960                      | Agosto/Settembre 1960                      | Agosto/Settembre 1960                      | Agosto/Settembre 1960                      | Agosto/Settembre 1960                      | Agosto/Settembre 1960                      | Agosto/Settembre 1960                      | Agosto/Settembre 1960                      | Agosto/Settembre 1960                      | Agosto/Settembre 1960                      | Agosto/Settembre 1960                      |
| 25                                         | 26                                         | 27                                         | 28                                         | 29                                         | 30                                         | 31                                         | 1                                          | 2                                          | 3                                          | 4                                          | 5                                          | 6                                          | 7                                          | 8                                          | 9                                          | 10                                         | 11                                         |                                            |
| ------------------------------------------ | ------------------------------------------ | ------------------------------------------ | ------------------------------------------ | ------------------------------------------ | ------------------------------------------ | ------------------------------------------ | ------------------------------------------ | ------------------------------------------ | ------------------------------------------ | ------------------------------------------ | ------------------------------------------ | ------------------------------------------ | ------------------------------------------ | ------------------------------------------ | ------------------------------------------ | ------------------------------------------ | ------------------------------------------ | ------------------------------------------ |
|                                            | Batterie Recuperi                          | Semifinali                                 |                                            | Finali                                     |                                            |                                            |                                            |                                            |                                            |                                            |                                            |                                            |                                            |                                            |                                            |                                            |                                            |                                            |

## Podi
| Evento                    | Oro                                                                  | Perform. | Argento                                                            | Perform. | Bronzo                                                                 | Perform. |
| Gare maschili             |                                                                      |          |                                                                    |          |                                                                        |          |
| C1 1000 metri (dettagli)  | János Parti                                                          | 4'33"93  | Aleksandr Silaev                                                   | 4'34"41  | Leon Rotman                                                            | 4'35"87  |
| C2 1000 metri (dettagli)  | Unione Sovietica Leanid Hejštar Serhij Makarenko                     | 4'17"04  | Italia Aldo Dezi Francesco La Macchia                              | 4'20"77  | Ungheria Imre Farkas András Törő                                       | 4'20"89  |
| K1 1000 metri (dettagli)  | Erik Hansen                                                          | 3'53"00  | Imre Szöllősi                                                      | 3'54"02  | Gert Fredriksson                                                       | 3'55"89  |
| K2 1000 metri (dettagli)  | Svezia Gert Fredriksson Sven-Olov Sjödelius                          | 3'34"73  | Ungheria György Mészáros András Szente                             | 3'34"91  | Polonia Stefan Kapłaniak Władysław Zieliński                           | 3'37"34  |
| K1 4x500 metri (dettagli) | Germania Dieter Krause Günter Perleberg Paul Lange Friedhelm Wentzke | 7'39"43  | Ungheria Imre Szöllősi Imre Kemecsey András Szente György Mészáros | 7'44"02  | Danimarca Erik Hansen Helmuth Nyborg Sørensen Arne Høyer Erling Jessen | 7'46"09  |
| Gare femminili            |                                                                      |          |                                                                    |          |                                                                        |          |
| K1 500 metri (dettagli)   | Antonina Seredina                                                    | 2'08"08  | Therese Zenz                                                       | 2'08"22  | Daniela Walkowiak                                                      | 2'10"46  |
| K2 500 metri (dettagli)   | Unione Sovietica Marija Šubina Antonina Seredina                     | 1'54"76  | Germania Therese Zenz Ingrid Hartmann                              | 1'56"66  | Ungheria Klára Bánfalvi Vilma Egresi                                   | 1'58"22  |

## Medagliere
| Posizione | Paese            |   |   |   | Totale |
| --------- | ---------------- | - | - | - | ------ |
| 1         | Unione Sovietica | 3 | 1 | 0 | 4      |
| 2         | Ungheria         | 1 | 3 | 2 | 6      |
| 3         | Germania         | 1 | 2 | 0 | 3      |
| 4         | Danimarca        | 1 | 0 | 1 | 2      |
| 4         | Svezia           | 1 | 0 | 1 | 2      |
| 6         | Italia           | 0 | 1 | 0 | 1      |
| 7         | Polonia          | 0 | 0 | 2 | 2      |
| 8         | Romania          | 0 | 0 | 1 | 1      |
| Totale    | Totale           | 7 | 7 | 7 | 21     |